# 亀川正東
亀川 正東（かめかわ しょうとう、1916年4月22日 ‐ 2018年1月13日）は、日本の英米文学者、文筆家、琉球大学名誉教授。

## 略歴
沖縄県平良市生まれ。1940年早大高等師範学校英文科卒、東京中野高等無線学校英語教官。
1946年宮古男子高等学校教官。1947年宮古英語教員養成所長。1948年宮古女子高等学校教官。1949年沖縄文教学校教官。50年琉球大学英語部助教授、コロラド大学大学院。
1953年琉球政府文教審議員、59年琉球政府中央教育委員。60年琉球大学文理学部教授、法文学部教授。
1975年中華民国・中華学術院より「沖縄の英学、米国文学におけるクリティシズムについて」で文学博士。
1981年定年退官、名誉教授。その後北九州大学教授となるが、1987年退職。
2018年1月13日、老衰のため、浦添市内の病院で死去、101歳。

## 著書
- 『北緯二十九度線 時評でとらえた琉球十年』 富士書店、1958
- 『アメリカ文学の周辺』 琉球文教図書、1960
- 『大浜信泉(のぶもと)  沖縄の偉人・早稲田大学総長』 琉球文教図書、1962
- 『沖縄の英学』 研究社出版、1972
- 『琉球人という名の沖縄人』 第一教育図書、1973
- 『上原清善 善意の灯』 凸版印刷(印刷)、1976
- 『大浜信泉伝』改訂版、文教図書、1976
- 『うその教育ほんとの教育』 カルティヴェイト21社、1981
- 『真赤な国の真赤な嘘 ソ連亡命者たちの衝撃的な告白 ペレストロイカはいつか必ず逆戻りする』 閣文社、1989
- 『亀川正東ステイヤング健法』 沖縄県政文化新聞社、1999

## 注
1. ↑  ［訃報］／亀川正東さん／琉大名誉教授 沖縄タイムス 2018年1月16日

## 参考
- 「亀川正東教授学歴,研修,活動・主なる学術研究業績」北九州大学外国語学部紀要 1987-11